# Stanwellia puna
Stanwellia puna là một loài nhện trong họ Nemesiidae.
Stanwellia puna được miêu tả năm 1968 bởi Forster.